# クラウディアホールディングス
株式会社クラウディアホールディングスは、京都府京都市右京区に本社を置く、ウェディングドレスの製造、販売、レンタルおよび挙式サービスを行う企業を傘下に持つ持株会社である。東京証券取引所スタンダード市場に上場している。
事業会社は株式会社クラウディアであり、主力ブランドとして神田うのプロデュースの「シェーナ・ドゥーノ」がある。

## 沿革
- 1976年12月 - 株式会社クラウディア（初代）を設立。
- 2004年5月 - 大阪証券取引所2部に上場。
- 2005年3月 - 東京証券取引所2部に上場。
- 2007年8月 - 東京証券取引所、大阪証券取引所各1部へ指定替え。
- 2017年9月 - 事業を株式会社クラウディア分割準備会社に吸収分割して持株会社化。株式会社クラウディアホールディングスに商号変更し、株式会社クラウディア分割準備会社を株式会社クラウディア（2代）に商号変更[2]。